# Arnau de Besiers
Arnau fou un comte carolingi que hauria exercit el càrrec a Besiers després d'Erlí (esmentat el 812) i abans de la seva mort vers el 820 o 821.
Se l'esmenta en una carta o diploma de Lluís el Pietós datada el mes d'agost del novè any del seu imperi (822). Es diu que Arnau havia fet donació a Benet d'Aniana i al monestir d'Aniana del lloc de Cencian i d'altres béns a la diòcesi de Besiers que havien estat abans dominis de la corona i a la mort d'Arnau (vers 821) havien estat recuperats per la corona per mitjà dels seus enviats. Però Benet d'Aniana va recórrer a l'emperador que l'agost del 822 va confirmar al monestir d'Aniana en la possessió de les terres.